# Apertochrysa
Apertochrysa is een geslacht van insecten uit de familie van de gaasvliegen (Chrysopidae), die tot de orde netvleugeligen (Neuroptera) behoort.

## Soorten
- A. afghanica (Hölzel, 1973)
- A. albolineatoides Tsukaguchi, 1995
- A. anomala (Tillyard, 1917)
- A. australis (New, 1980)
- A. edwardsi (Banks, 1940)
- A. eremita (Kimmins, 1955)
- A. eurydera (Navás, 1910)
- A. kichijoi (Kuwayama, 1936)
- A. leai (Tillyard, 1917)
- A. nautarum (Tillyard, 1917)
- A. norfolkensis (Tillyard, 1917)
- A. physophlebia (Navás, 1914)
- A. puncticollis (Banks, 1940)
- A. punctithorax (New, 1980)
- A. triactinata (New, 1980)
- A. umbrosa (Navás, 1914)
- A. waitei (Tillyard, 1917)